# お菓子系雑誌一覧
お菓子系雑誌一覧（おかしけいざっしいちらん）では、休刊・廃刊誌も含めたお菓子系雑誌・ブルセラグラビア雑誌・制服系グラビア雑誌をリストアップする。

## 主なお菓子風誌名の雑誌
- クリーム（ミリオン出版/ワイレア出版/メディアックス）[1][2]
- ジューシープレス（KKベストセラーズ、休刊）[2]
- ホイップ（コアマガジン、休刊）[1][2]
- ラッキークレープ（バウハウス、休刊）[1][2]
- ワッフル（ぶんか社、路線変更後休刊）[1][2]

## その他の主なブルセラ誌・制服系グラビア誌
広義には誌名による由来だけでなく、内容の傾向によりお菓子系雑誌と分類されることもある。ただし週刊誌や漫画雑誌にも制服系のグラビアは掲載されており、お菓子系アイドルも週刊誌や漫画雑誌に掲載されることがあり明確な線引きはない。
ジュニアアイドル雑誌『Chu→Boh』なども制服のモデルが掲載されているが、一般的には含まれない。
- 写真時代Jr.（1982年創刊。白夜書房）
- 投稿写真（1984年、考友出版社）
- 熱烈投稿（1985年創刊。少年出版社）※ブルセラの発祥元[2]
- COMIC BOY（1986年創刊。日本出版社）
- アクションPRESS（1986年創刊。白夜書房）
- Oh！CaeN（ダイアブレス）
- クラスメイトジュニア（1987年創刊。少年出版社〈現・コアマガジン〉）
- アクションハイスクール（1988年創刊。桃園書房）
- 純情angel（1988年創刊。蒼竜社）
- スーパー写真塾（1988年創刊。少年出版社/コアマガジン）[1]
- 女のコNOひみつにゃんにゃんDELUXE（特選あそび専門街増刊 VOL-1は1989年）
- セーラーメイト（1990年創刊。東京三世社）
- Beppin-School（1992年創刊。英知出版/ジーオーティー）[1]
- プチミルク（1994年創刊。コアマガジン）
- 放課後クラブ（ダイアプレス）
- マゴギャルデビュー（1994年熱烈投稿11月号増刊）
- ブルセラ少女隊（1995年創刊）
- 放課後クラブDX（1996年創刊。）
- PLUTO（フロム出版）
- バナナボーイ（バナナ通信増刊号）
- ブルメイト（1999年創刊。ラン出版）
- Popsy（1999年創刊。）
- 激濡れプチミルク（2007年創刊。一水社）